# Pont Dona Ana
El pont de Dona Ana s'estén pel baix riu Zambezi entre les viles de Vila de Sena i  Mutarara a Moçambic, que uneix de manera efectiva la dues meitats del país. Va ser construït originalment com un pont de ferrocarril per enllaçar Malawi i els jaciments de carbó de Moatize amb el port de Beira.

## Història
Ela 367 quilometres (228 mi) del pont de Dona Ana van ser en el seu moment el pont ferroviari més llarg d'Àfrica. El pont consta de 33 vans de 80 metres i 7 vans de 50 m. Fou construït pels portuguesos durant el domini portuguès de Moçambic, amb finançament de la Cleveland Bridge & Engineering Company sota encomana de la Central African Railway i de la Trans-Zambezia Railway, per l'enginyer Edgar Cardoso, entre 1931 i 1935 i va ser inutilitzat en la dècada de 1980, durant la Guerra Civil de Moçambic, pels soldats de la RENAMO.
L'USAID va ajudar amb les reparacions i es convertí en un pont d'un sol carril per al trànsit de vehicles.
Tot i que no es troba en una carretera principal proporciona una ruta alternativa per sobre del Zambezi. Les altres dues opcions eren el pont de Tete i l'antic camí del transbordador a Caia, que no sempre era fiable. El pont de Dona Ana és el pont més llarg sobre el riu Zambezi i solia ser l'últim pont aigües avall abans de la construcció del Pont Armando Emilio Guebuza en 2009.
El pont fou tancat completament al trànsit de vehicles a l'octubre de 2006 per a la rehabilitació i reconversió d'un pont ferroviari i es va reobrir com un pont ferroviari en 2009.

## Galeria

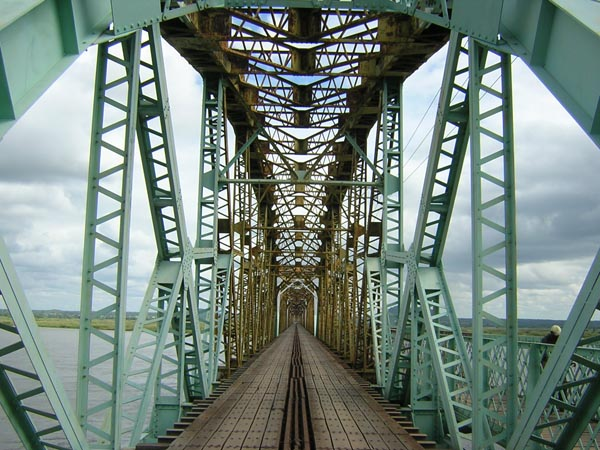
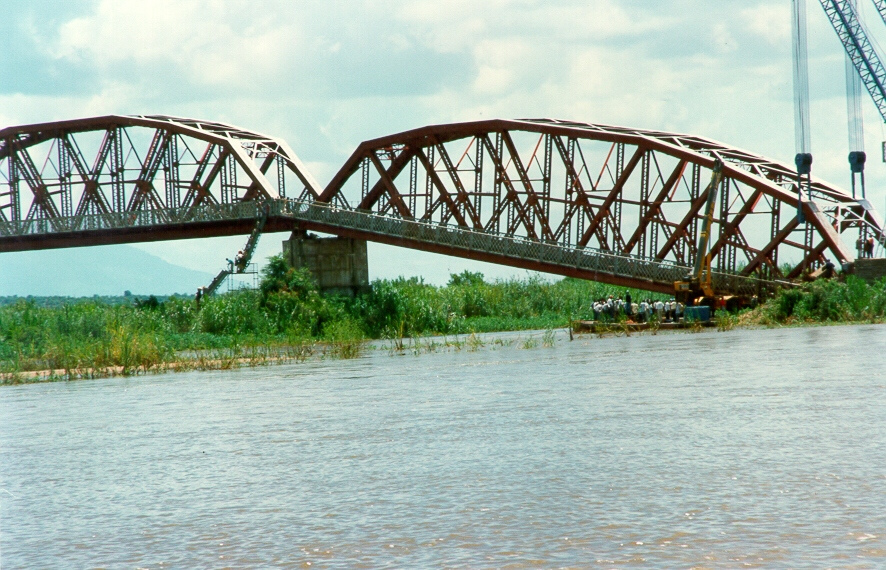
Destruït per les inundacions de 2000
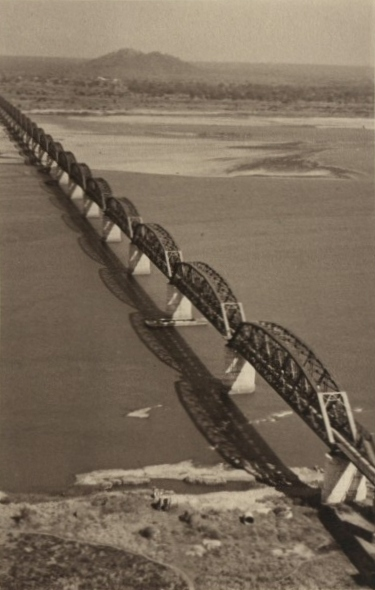
Arxius